# Al-Manazira
Al-Manazira (arab. المناذرة, Al-Manāẓira) – miasto w południowym Iraku, w muhafazie An-Nadżaf. W 2009 roku liczyło ok. 26 tys. mieszkańców.